# Casos contra Google por monopolio en la Unión Europea
Desde 2010, la Unión Europea ha investigado varias denuncias antimonopolio contra Google alegando abusos de su posición dominante en violación de las leyes de competencia de la UE. Tres denuncias han dado lugar a cargos formales contra Google: las relativas a Google Shopping, al sistema operativo Android y a Google AdSense. Google ha sido declarado culpable de infracciones antimonopolio en los tres casos y ha sido multado con más de 8 mil millones de euros. En 2020, la Unión Europea también lanzó una investigación completa sobre la propuesta de Google de adquirir la empresa de seguimiento de actividad física y salud portátil Fitbit, en virtud del Reglamento de fusiones de la UE. La operación finalmente fue autorizada el 17 de diciembre de 2020, sujeta a condiciones.

## Investigación de Google Shopping

### Quejas previas
El 3 de noviembre de 2009, por sugerencia de una empresa de relaciones públicas respaldada por Microsoft, Infederation Ltd. (Foundem) presentó una queja ante la Comisión Europea acusando a Google de violar la ley de competencia de la UE y pronto se le unieron otros, incluso la propia Microsoft el 31 de marzo de 2011, que entonces libraba una guerra regulatoria contra Google, y la Iniciativa para un Mercado Competitivo en Línea (“ICOMP”) el 30 de enero de 2013. La afirmación principal fue que el algoritmo de búsqueda universal de Google promociona los propios productos de Google en las páginas de resultados de los motores de búsqueda y degrada los enlaces a servicios de compras comparativos de la competencia y priva a los usuarios finales de la competencia por los méritos de los productos y servicios así promocionados.

### Preocupaciones competitivas de la UE
El 10 de noviembre de 2010, la Comisión Europea abrió una investigación formal sobre las prácticas de búsqueda de Google. A pesar de proseguir negociaciones con Google para alcanzar compromisos en virtud del artículo 9 del Reglamento 1/2003 y de que Google le ofreció compromisos que «responden a las preocupaciones de la Comisión», la Comisión, supuestamente bajo presión política, emitió un pliego de cargos a Google el 15 de abril de 2015, seguido de un pliego complementario en julio de 2016. La conclusión preliminar de la investigación de la Comisión fue que Google dio sistemáticamente un trato favorable a su propio producto Google Shopping (incluido Google Product Search) en los resultados de búsqueda.
Las quejas específicas emitidas por la CE incluyeron: 
- Los resultados de búsqueda de Google muestran predominantemente resultados de Google Shopping independientemente de qué tan bien los resultados de Google Shopping coincidieron con los resultados de la consulta de búsqueda.
- Google no aplica su sistema de sanciones, un conjunto predefinido de parámetros para reducir la ubicación de los resultados de compras, a sus propios resultados de Google Shopping como lo hizo con otros competidores.
- Google ya había probado un producto de compras, Froogle, al que no dio ningún trato preferencial y, como resultado, tuvo malos resultados. Por el contrario, Google Shopping obtuvo una posición favorable en los resultados de búsqueda de Google, lo que permitió al servicio alcanzar mayores tasas de crecimiento.
- La preferencia de Google por Google Shopping tuvo, por tanto, un impacto negativo en los consumidores y en la innovación.

### Decisión e impacto
El 27 de junio de 2017, Google fue declarado culpable y multado con 2,4 mil millones de euros (alrededor de 2,7 mil millones de dólares), la mayor multa antimonopolio de su tipo impuesta por la CE. Google ha negado las acusaciones de la Unión Europea contra ellos y emitió un comunicado afirmando que «sus servicios habían ayudado a crecer la economía digital de la región». La multa representó poco más del 2,5% de los ingresos de Google en 2016. En consecuencia, Google apeló la decisión. La apelación se basó en seis argumentos, dos de los cuales fueron que el tribunal no demostró que Google favoreciera su propio servicio de compras al colocar anuncios pagados en los primeros resultados de búsqueda. Dos de ellos afirmaron que los tribunales tergiversaron los hechos y las pruebas, y los otros dos argumentaron que no se justificaba una multa como posible sanción. Sin embargo, Google no solicitó la suspensión de la decisión y cumplió con su exigencia de «igualdad de trato» separando su servicio de comparación de precios en su propia empresa. El servicio Google Shopping sigue formando parte de Google, pero se gestiona de forma totalmente independiente y tiene sus propios ingresos y beneficios. Este «mecanismo de cumplimiento de la UE», según Bloomberg, permite un trato uniforme a las empresas, sin importar si compiten con Google o no.
El 10 de noviembre de 2021, el Tribunal General de la UE desestimó en gran medida el recurso de Google y confirmó la multa de 2.420 millones de euros impuesta por la comisión. Sin embargo, Google puede recurrir la sentencia ante el Tribunal de Justicia.

## Investigación de Android

### Quejas previas
Las acciones de la CE para investigar el enfoque de Google hacia el sistema operativo Android se basaron en varias quejas que había recibido. La primera denuncia fue presentada por FairSearch. FairSearch se estableció en 2010 como una coalición de empresas web relacionadas con viajes, incluidas Expedia y TripAdvisor, para tratar de luchar contra la propuesta de adquisición de ITA Software por parte de Google, que había desarrollado un software de búsqueda de tarifas aéreas. El grupo pasó a convertirse más en un grupo de vigilancia de Google, analizando todos los casos de actividades de Google que consideraban potencialmente anticompetitivas. Empresas como Microsoft, Nokia y Oracle se unieron al grupo para apoyar este esfuerzo más amplio. Antes de prestar atención al sistema Android, FairSearch presentó quejas ante la CE sobre cómo los motores de búsqueda de Google ponderaban preferentemente los resultados de los propios servicios de Google o de sus socios sobre otros, como parte de las investigaciones antimonopolio realizadas por la UE desde 2010. El 25 de marzo de 2013, la rama europea de FairSearch presentó una queja formal ante la UE, que todavía estaba investigando a Google por quejas anteriores, citando que las prácticas de Google con Android violaban varias leyes antimonopolio de la UE. La denuncia identificó que Google exigía que cualquier fabricante de equipos originales (OEM) que deseara instalar el conjunto de aplicaciones de Android de Google, incluido el acceso a Google Play Store, tuviera que obtener la licencia de todo el conjunto y presentarlas predominantemente en el dispositivo móvil.
Aptoide, un mercado alternativo para aplicaciones de Android, presentó una segunda denuncia el 16 de junio de 2014. Aptoide afirmó que el enfoque de Google hacia Android dificultaba la instalación de alternativas a la tienda Google Play, y que algunos de los componentes que alguna vez formaron parte del proyecto de código abierto de Android de Google se trasladaron a la suite de servicios de Google para celulares, incluidos Gmail, Google Mapas y Play Store. Yandex y Disconnect Inc. presentaron más quejas en abril y junio de 2015.

### Preocupaciones competitivas de la UE
El 15 de abril de 2015, la Comisión Europea inició una investigación oficial contra Google tras las denuncias presentadas por FairSearch y Aptoide y su propia evaluación interna de estas denuncias durante aproximadamente un año. La CE declaró que la empresa podría haber tomado acciones ilegales para mantener la posición dominante de Google en el mercado móvil mediante la forma en que obtuvo la licencia de su conjunto de aplicaciones de Android. La nueva investigación se anunció junto con las conclusiones de la CE en su investigación antimonopolio sobre las prácticas de los motores de búsqueda de Google, pero por lo demás se trató como una acción separada contra Google.
La Comisión identificó tres puntos de preocupación en el primer pliego de cargos:
1. Si las acciones de Google impiden el desarrollo del mercado de dispositivos móviles y el acceso de los competidores al mismo al exigir o alentar a los fabricantes de teléfonos inteligentes a preinstalar aplicaciones y servicios de Google en sus dispositivos.
2. Si Google reprimió los intentos de los fabricantes de teléfonos inteligentes y tabletas dispuestos a instalar aplicaciones de Google en sus dispositivos para ejecutarlas en versiones modificadas y potencialmente competitivas de Android.
3. Si Google impidió ilegalmente el desarrollo del mercado al combinar la instalación de determinadas aplicaciones de Google con el uso de otras aplicaciones de esta empresa o de su interfaz de software.

Google respondió a esta investigación diciendo que sus prácticas con Android no eran diferentes en cuanto a la forma en que Apple, Inc. o Microsoft agrupan sus propias aplicaciones patentadas en sus respectivos iOS y Windows Phone, y que los OEM todavía podían distribuir teléfonos basados en Android sin la suite de Google de aplicaciones.
Durante la investigación, Google formó Alphabet Inc., un holding para las diversas filiales de Google, convirtiéndose Google en una de las filiales de Alphabet.
Un año después, el 20 de abril de 2016, la Comisión Europea anunció la emisión del segundo pliego de cargos, que ahora abarcaba tanto a Google como a Alphabet dentro de sus competencias. El nuevo conjunto de quejas, que modificó las del primer pliego de cargos, afirmaba que Google violó las leyes antimonopolio de la UE de las siguientes maneras:
- Al exigir a los fabricantes de dispositivos móviles que preinstalen el buscador de Google y el navegador Google Chrome y exigirles que establezcan el buscador de Google como servicio de búsqueda predeterminado en sus dispositivos, como condición para licenciar ciertas aplicaciones propiedad de Google;
- Impidiendo que los fabricantes vendan dispositivos móviles inteligentes que funcionen con sistemas operativos competidores basados en el código fuente abierto de Android;
- Ofreciendo incentivos financieros a los fabricantes y operadores de redes móviles con la condición de que preinstalen exclusivamente el buscador de Google en sus dispositivos.

Las posibles multas por el caso, si se descubriera que Google viola las leyes antimonopolio, tienen un monto máximo del 10% de los ingresos anuales de la empresa, alrededor de 7,4 mil millones de dólares para el momento de la emisión del segundo pliego de cargos.

### Decisión e impacto
El 19 de julio de 2018, la UE multó a Google con 4,3 mil millones de euros (cerca de 5 mil millones de dólares). Google respondió que apelaría la multa, lo que hizo en octubre de 2018. Según el portavoz de la empresa, Al Verney, «Android ha creado más opciones para todos, no menos». Hasta la fecha, esta multa es la mayor jamás impuesta por la Unión Europea a una empresa por comportamiento anticompetitivo. La comisaria de Competencia de la Unión Europea, Margrethe Vestager, que formó parte de la decisión contra Google, afirmó que sólo después de que la UE falló contra Google en el caso antimonopolio de búsqueda en 2017, Google intentó llegar a un acuerdo sobre las cuestiones antimonopolio de Android, lo cual ya era demasiado tarde después de que la UE presentara los cargos iniciales contra Google. En octubre de 2018, Google renovó la forma en que distribuiría su Google Play Store con Android en el futuro: cobrando una tarifa de licencia por la tienda, sin requerir la instalación de aplicaciones de Google, pero permitiendo preinstalar las aplicaciones de Google si así se desea. Además, los socios de hardware de Google podrían comercializar dispositivos en la UE que ejecutaran versiones rivales de Android u otros sistemas operativos. En marzo de 2019, Google anunció que brindaría a los usuarios europeos de teléfonos Android la opción de elegir qué navegador y motor de búsqueda deseaban en su teléfono al momento de la compra para cumplir aún más con la decisión de la UE.

## Investigación de AdSense

### Quejas previas
La Comisión inició el procedimiento tras la reasignación a la Comisión, en enero de 2010, de una denuncia presentada por Ciao GmbH ante el Bundeskartellamt alemán. En marzo de 2011, Microsoft presentó una denuncia similar, seguida en marzo de 2012 por Expedia, en enero de 2013 por la Iniciativa para un Mercado Competitivo en Línea (“ICOMP”) y en mayo de 2014 por Deutsche Telekom AG. Sin embargo, el 21 de abril de 2016, Microsoft retiró sus quejas y las de Ciao contra Google.

### Las preocupaciones competitivas de la UE
El 13 de marzo de 2013, la Comisión adoptó una evaluación preliminar dirigida a Google con arreglo al artículo 9 del Reglamento (CE) nº 1/2003, en la que se enumeran los posibles problemas de monopolio relacionados con Google AdSense. Google ofreció tres conjuntos de compromisos para abordar las preocupaciones sobre la competencia. La Comisión finalmente emitió un pliego de cargos el 14 de julio de 2016. Estas objeciones se centraron en cómo Google concedió la licencia de AdSense a sus socios directos:
- Google exigió a los socios directos que utilizaran exclusivamente AdSense de Google (enlace roto disponible en Internet Archive; véase el historial, la primera versión y la última). y no pud o interactuar con los competidores de Google (enlace roto disponible en Internet Archive; véase el historial, la primera versión y la última).;
- Google exigía qu  e los socios tomaran una cantidad mínima de anuncios de Google y los colocaran predominantemente encima de cualquier otra publicidad, y no podían colocar anuncios de otros servicios encima o junto a los anuncios de Google;
- Google exigía que los socios obtuvieran la confirmación de Google antes de realizar cambios en la forma en que mostraban los anuncios de los competidores de Google.

La Comisión no encontró otra justificación para estas restricciones que la de excluir a los competidores de Google (como Microsoft y Yahoo) del mercado de la publicidad basada en búsquedas en línea. La Comisión consideró que esto daba lugar a menos opciones para los usuarios a la hora de seleccionar servicios publicitarios y, en última instancia, a precios más elevados que se repercutían en los consumidores.

### Decisión e impacto
El 20 de marzo de 2019 la Comisión Europea impuso una multa de 1.490 millones de euros a Google y Alphabet por prácticas abusivas en publicidad online. Al mismo tiempo, la Comisión Europea dijo que Google podría ser demandado por daños y perjuicios ante los tribunales nacionales por intermediarios de publicidad de búsqueda en línea competidores, así como por operadores de sitios web que tenían opciones limitadas para monetizar el espacio publicitario en sus sitios. El 4 de junio de 2019, Google y Alphabet apelaron la decisión ante el Tribunal General.
Algunos abogados especializados competencia sostienen que todo el modelo de negocio de Google se basa en la rentabilidad de sus resultados publicitarios en búsquedas y que la obligación de no discriminación impuesta por la Comisión podría amenazar la viabilidad del modelo de negocio de Google de dos caras, según el cual los clientes (los anunciantes de Google o los anunciantes de sus rivales) son seleccionados de forma discrecional con el fin de proporcionar servicios gratuitos (barras de herramientas de búsqueda en sitios web de terceros).

## Investigación de Adtech
La Comisión de la UE está investigando actualmente el posible comportamiento anticompetitivo de Google en el espacio Adtech.

## Investigación de la adquisición de Fitbit
El 15 de junio de 2020 Google notificó a la Comisión de la UE su intención de adquirir Fitbit. Fitbit es una empresa estadounidense activa en el desarrollo, fabricación y distribución de dispositivos portátiles (tanto relojes inteligentes como rastreadores de actividad física y básculas) y conexiones en el sector de la salud y el bienestar. El 4 de agosto de 2020, la Comisión Europea anunció que iniciaría una investigación en profundidad sobre la propuesta de adquisición por parte de Google de la plataforma de salud y seguimiento de actividad física, Fitbit, en virtud del Reglamento de fusiones de la UE. La Comisión expresó su preocupación de que la adquisición afianzaría aún más la posición dominante de Google en el mercado de la publicidad online, con el potencial aumento de los datos de salud y fitness de los usuarios de Fitbit.
El 17 de diciembre de 2020 la Comisión finalmente autorizó la transacción, después de que Google aceptara mejorar significativamente los compromisos propuestos anteriormente, tras los comentarios recibidos de los participantes del mercado. Estos compromisos son: primero, que Google no utilizará ciertos datos de salud y fitness que se generen desde dispositivos Fitbit en o para Google Ads. Para cumplir, Google mantendría estos datos en un «silo de datos» separado. Google también brindaría a los usuarios una «opción efectiva para otorgar o denegar el uso» de ciertos datos por parte de otros servicios de Google, como el buscador de Google, Google Maps, el asistente de Google y YouTube. En segundo lugar, Google proporcionará a terceros acceso a los tipos de datos disponibles en la API web de Fitbit, sujeto a ciertos requisitos de privacidad y seguridad. Google actualizaría los tipos de datos disponibles a través de la API basándose en un mecanismo de actualización que refleja qué tipos de datos ponen a disposición otros participantes de la industria a través de sus API. Finalmente, Google continuaría durante 10 años poniendo a disposición de los OEM de dispositivos portátiles (i) un conjunto de API que se relacionan con «las funcionalidades básicas actuales que los dispositivos manuales necesitan para interoperar con un teléfono inteligente Android» y (ii) todos los dispositivos Android API que Google pondrá a disposición de otros desarrolladores de aplicaciones para teléfonos inteligentes Android. La duración de los compromisos es de diez años. Dada la sólida posición de Google en el mercado de la publicidad en línea, la Comisión puede decidir ampliar la duración del Compromiso sobre la publicidad hasta diez años más, una vez justificada la necesidad de tal ampliación. Un administrador supervisará la implementación de los compromisos. Para cumplir con sus funciones, el administrador tendrá competencias de amplio alcance, incluido el acceso a los registros, el personal, las instalaciones o la información técnica de Google. El administrador de seguimiento también tendrá derecho a compartir con la Comisión Irlandesa de Protección de Datos los informes que proporcione y proporcione a la comisión. Los compromisos también incluían un mecanismo rápido de resolución de disputas que puede ser invocado por terceros.